# 효빈 (1993년)
효빈(본명 이효빈) 1993년 9월 9일 ~ )은 대한민국 울산 출신의 여자가수이다.

## 음반 활동
- 2017년 : 니가 없는 밤[1]
- 2017년 : 쿵[2]
- 2015년 : Shoop Shoop Shoop[3]
- 2014년 : 안아줘요[4]
- 2014년 : 먼저할래[5]
- 2013년 : 썸남썸녀[6]